# Rémy Schläppy

Rémy Schläppy (1971)

Rémy Schläppy (* 20. Februar 1917 in La Sagne; † 9. Juli 2003 in Rochefort), seine Bürgerorte waren Gadmen und Les Ponts-de-Martel, war ein Schweizer Lehrer und Politiker (SP).

## Leben

### Familie
Rémy Schläppy war der Sohn des Uhrmachers und Landwirts Arthur Henri-Ulysse Schläppy.
Seit 1939 war er mit Julie Suzanne, Tochter des Landwirts Jules Guex, verheiratet; gemeinsam hatten sie mehrere Kinder.

### Werdegang
Rémy Schläppy erhielt eine Ausbildung zum Sozialpädagogen und war von 1935 bis 1942 als Lehrer für holzverarbeitende Berufe am Institut pédagogique et thérapeutique de Serix in Palézieux tätig, und darauf von 1942 Leiter bis 1946 der Hilfsgesellschaft Les Petites Familles in Saint-Blaise.
Von 1946 bis 1965 leitete er das Waisenhaus in der Gemeinde La Chaux-de-Fonds.
1967 wurde er, als Nachfolger des verstorbenen Edmond Guinand (1898–1967) in den Verwaltungsrat der Schweizerischen Aktiengesellschaft des Grossen-St.-Bernhard-Tunnels gewählt und 1970 erfolgte seine Wahl zum Vizepräsidenten des Verwaltungsrats der Gommerkraftwerke AG.

### Politisches und gesellschaftliches Wirken
Rémy Schläppy war von 1965 bis 1981 als Neuenburger SP-Staatsrat in der Kantonsregierung und sass dort als Finanzdirektor dem Finanzdepartement vor, dazu war er zuständig für das Jugendamt und den Zivilschutz; in dieser Zeit war er 1969/ 1970 und 1975/1976 Präsident sowie 1974/1975 und 1978/1979 Vizepräsident des Staatsrats.
1970 war er Mitglied im Aktionskomitee, das gegen die Schwarzenbach-Initiative gegen Überfremdung war.
Er war Gründer des Verbands der Neuenburger Altersheime.
Vom 29. November 1971 bis zum 7. Oktober 1977 war er Nationalrat, und unter anderem Mitglied der Finanzkommission, der Kommission zur Bekämpfung der Steuerhinterziehung und der Kommission zur 8. Revision der Alters- und Hinterlassenenversicherung; seine Nachfolgerin wurde Heidi Deneys.